# کارلوس سپتین
کارلوس سپتین (اسپانیایی: Carlos Septién‎؛ ۱۸ ژانویه ۱۹۲۳ – ۱۹۷۸) بازیکن فوتبال اهل مکزیک بود.
از باشگاه‌هایی که در آن بازی کرده‌است می‌توان به باشگاه فوتبال آتلانتی اشاره کرد.
وی همچنین در تیم ملی فوتبال مکزیک بازی کرده‌است.